# Nikolaus Nievergalt
Nikolaus Nievergalt (auch: Niklas Nievergalt, Nifergalt, Nievergolt) (* um 1445 in Speyer; † vor dem 18. Februar 1511 in Worms) war ein zwischen 1483 und 1511 in Worms nachweisbarer Maler und Ratsherr, dessen Werk nur noch schwer greifbar ist.

## Leben
Nikolaus Nievergalt entstammte einer verzweigten Familie von Goldschmieden und Malern in Frankfurt am Main und in Speyer. In Speyer war vor 1400 von Hans Nievergalt eine Malerwerkstatt gegründet und von Peter Nievergalt bis mindestens 1449 weitergeführt worden. Nikolaus Nievergalt war der Sohn Peters und wanderte nach Worms aus, wo er 1483 das erste Mal nachzuweisen ist. Hier richtete er eine Malerwerkstatt ein, die wichtige Aufträge erhielt. 1495 bewohnte Nievergalt in Worms das Haus Zum Schlüssel. Er war mit dem Heidelberger Hofmaler Meister Ludwig und dem Heidelberger Hofsänger, Dichter und Arzt Johann Steinwert von Soest verschwägert.
Nievergalt wird in verschiedenen Textquellen aus späterer Zeit sehr lobend beschrieben. Der Straßburger Kaufmann Balthasar Künast besaß im 17. Jahrhundert eine Mappe mit „gerissenen und gezeichneten Sachen hochberühmter Maler“ und nennt hier auch „Nyfergald von Worms“. Die etwa 1570 abgeschlossene Wormser Chronik von Friedrich Zorn nennt als Urheber der 1493 entstandenen Wandmalereien an der „Münze“ den „berühmten Meister Nicolaus Niwergolt“.

## Werk
- Im Jahr 1493 beauftragte die Stadt den Wormser Maler Nicolaus Nivergalt, mehrere Figuren oberhalb eines Laubenganges auf die Fassade des Hauses Zur Münze am Wormser Marktplatz zu malen.  Das Haus war 1491 als neues Rathaus der Stadtgemeinde erworben worden.[3] Nivergalt schmückte die Schaufront oberhalb eines Laubenganges nach einem zeitgenössischen Bericht mit „kaiserlicher Majestät, helden und andern würmern und bildern“. Rathaus und Malereien wurden 1689 vernichtet.
- 1489 verschickte der Wormser Bürgermeister vier von ihm gemalte Wappenbriefe.
- 1499 Auftrag für einen nicht näher bezeichneten Auftrag für das Kloster Kirschgarten.
- Im Jahr 1501 wird in den Speyerer Domkapitelprotokollen ein Altar von Nievergalt im Dom zu Speyer erwähnt, der heute verloren ist.
- 1505 entstand ein Flugblatt zur Missgeburt eines Hasen mit einem Holzschnitt nach Entwurf von Nievergalt, der in Oppenheim bei Jakob Köbel gedruckt wurde.[4]

## Mögliche weitere Zuschreibungen

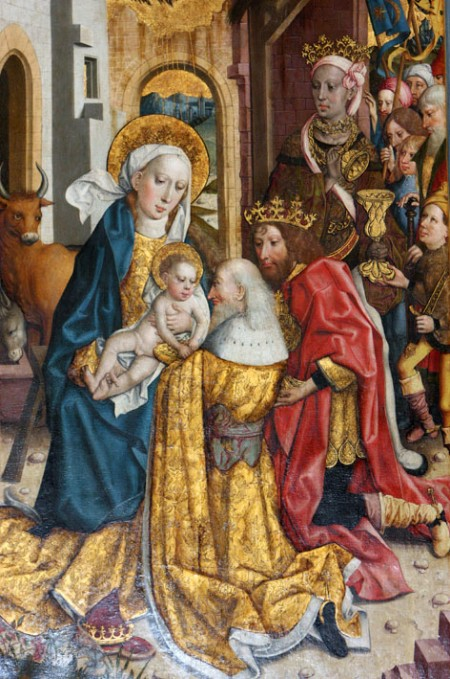
Ein mögliches Werk von Nievergalt: Anbetung der Könige auf dem Boßweiler Altar, um 1505

Die aktuelle kunsthistorische Forschung identifiziert Reste des erhaltenen Werkes einer Malerwerkstätte, die zwischen etwa 1490 und etwa 1510 in Worms tätig gewesen sein muss. Es handelt sich um den sogenannten Wolfskehler Altar aus der Zeit um 1490/1500, der heute in der evangelischen Kirche von Wolfskehlen aufgestellt ist, und um den sogenannten Boßweiler Altar aus der Zeit nach 1505, der aus einer Wormser Kirche stammen soll. Der Werkkomplex wird unter dem Notnamen des Meisters des Wolfskehler Altars geführt. Es wäre zu überlegen, ob damit nicht Werke von Nikolaus Nievergalt erhalten geblieben sind, denn weitere Malerwerkstätten sind für diese Zeit in Worms nicht nachweisbar.
Der Kunsthistoriker Walter Hotz hat in den 1950er Jahren versucht, Nievergalt mit dem Hausbuchmeister zu identifizieren. Diese These ist weitgehend abgelehnt worden und wird kaum weiter verfolgt.